# Ossaea trianaei
Ossaea trianaei är en tvåhjärtbladig växtart som beskrevs av Célestin Alfred Cogniaux. Ossaea trianaei ingår i släktet Ossaea och familjen Melastomataceae. Inga underarter finns listade i Catalogue of Life.